# Maribel Angana
Maribel Jambora Angana (ur. 27 lipca 1983) – filipińska zapaśniczka walcząca w stylu wolnym. Zajęła czwarte miejsce na igrzyskach Azji Południowo-Wschodniej w 2023. Brązowa medalistka mistrzostw Azji Południowo-Wschodniej w 2022 roku. 